# Los Sánchez
Los Sánchez är en ort i Mexiko.   Den ligger i kommunen Ezequiel Montes och delstaten Querétaro Arteaga, i den centrala delen av landet, 160 km nordväst om huvudstaden Mexico City. Los Sánchez ligger 1 972 meter över havet och antalet invånare är 334.
Terrängen runt Los Sánchez är platt söderut, men norrut är den kuperad. Terrängen runt Los Sánchez sluttar söderut. Runt Los Sánchez är det ganska tätbefolkat, med 83 invånare per kvadratkilometer. Närmaste större samhälle är Tequisquiapan, 17,8 km söder om Los Sánchez. Trakten runt Los Sánchez består till största delen av jordbruksmark.